# Patris corde

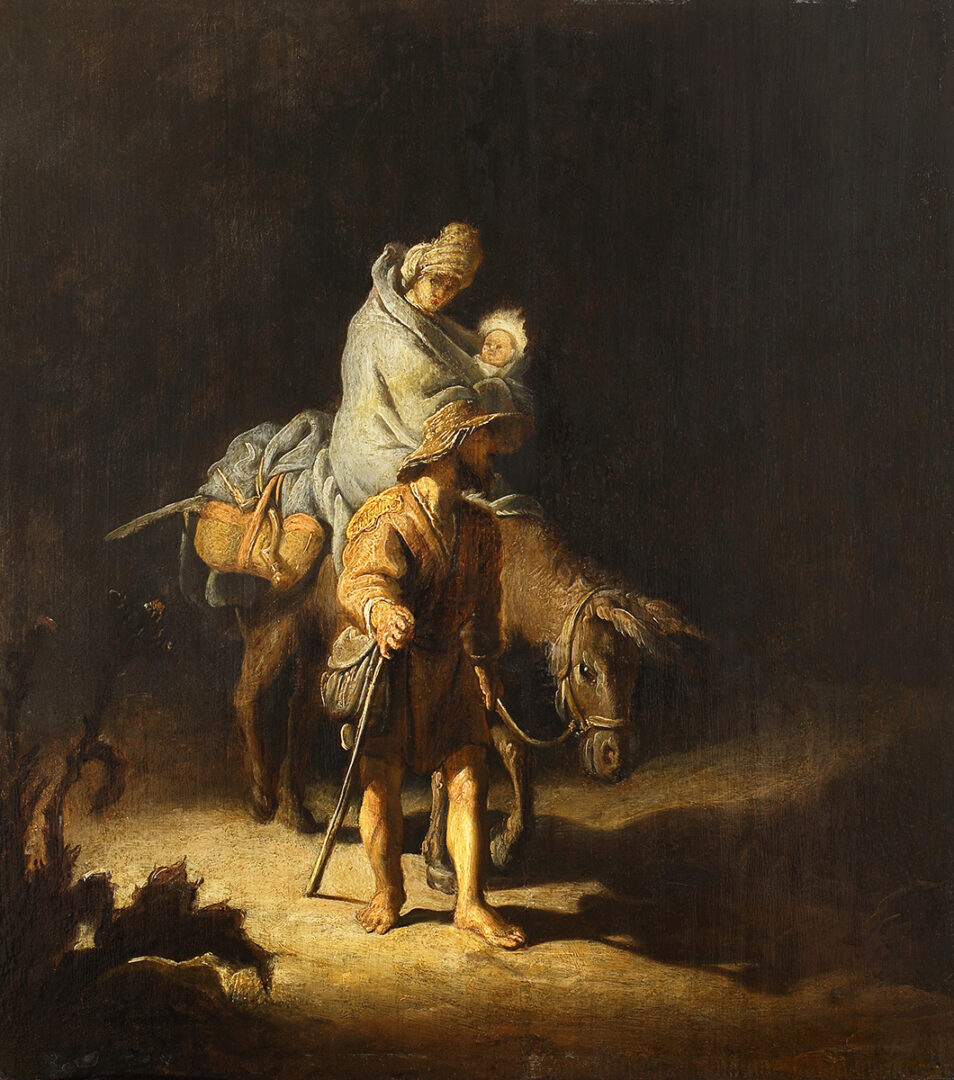
Obraz Rembrandta "Ucieczka do Egiptu"

Patris corde (łac. Ojcowskim sercem) – list apostolski papieża Franciszka opublikowany 8 grudnia 2020 z okazji 150. rocznicy ogłoszenia św. Józefa patronem Kościoła powszechnego. W liście apostolskim papież odwołuje się m.in. do książki polskiego pisarza Jana Dobraczyńskiego pt. Cień Ojca. Na końcu dokumentu znajduje się specjalna modlitwa do św. Józefa. W przypisach Franciszek ujawnia także modlitwę, którą odmawia codziennie od 40 lat, a która pochodzi z XIX-wiecznej francuskiej książeczki do nabożeństwa.
Przy okazji publikacji listu okres trwający od 8 grudnia 2020 do 8 grudnia 2021 roku w Kościele katolickim został ogłoszony Rokiem Świętego Józefa, a wierni mogli uzyskać odpust zupełny. Penitencjarnia Apostolska udzieliła tego odpustu pod zwykłymi warunkami „wiernym, którzy odrywając się w duchu od wszelkiego grzechu, uczestniczyć będą w Roku Świętego Józefa w okolicznościach i na sposoby określone przez tę Penitencjarię Apostolską”. Należało w związku z tym wypełnić jedną z dodatkowych czynności, tj.:
- rozważanie modlitwy Ojcze Nasz przez co najmniej 30 minut,
- wzięcie udziału „w rekolekcjach lub w jednym pełnym dniu skupienia obejmującym medytację nad osobą Oblubieńca Maryi”[2],
- spełnienie uczynku miłosierdzia względem duszy lub ciała,
- odmówienie różańca w rodzinie lub pomiędzy narzeczonymi,
- zawierzenie „codziennie swojej działalności opiece Świętego Józefa” lub wzywanie „Rzemieślnika z Nazaretu w modlitwach wstawienniczych za tych, którzy szukają pracy, aby mogli znaleźć zajęcie, oraz aby praca wszystkich ludzi była bardziej godna”[3],
- odmówienie „Litanii do Świętego Józefa (w tradycji łacińskiej) lub Akatystu do Świętego Józefa, w całości lub przynajmniej w odpowiedniej części (w tradycji bizantyjskiej), lub też jakąkolwiek inną modlitwę do Świętego Józefa, przypisaną jako własna w różnych tradycjach liturgicznych, w intencji Kościoła prześladowanego od wewnątrz i od zewnątrz oraz w intencji ulżenia wszystkim chrześcijanom, którzy cierpią prześladowania wszelkiego rodzaju”[3],
- odmówienie „dowolnej prawnie zatwierdzonej modlitwy lub aktu pobożności na cześć Świętego Józefa, np. „Do Ciebie, Święty Józefie”, szczególnie w dniach 19 marca i 1 maja, w Święto Świętej Rodziny Jezusa, Maryi i Józefa, w Niedzielę Świętego Józefa (w tradycji bizantyjskiej), 19 dnia każdego miesiąca i w każdą środę, będącą dniem poświęconym wspomnieniu tego Świętego w tradycji łacińskiej”[3].

Ponadto z uwagi na sytuację epidemiczną dar odpustu zupełnego został rozszerzony „w sposób szczególny na osoby w podeszłym wieku, na chorych, umierających i wszystkich tych, którzy z usprawiedliwionych racji nie mogą wyjść z domu, a którzy odrywając się w duchu od wszelkiego grzechu oraz z intencją wypełnienia, gdy tylko to będzie możliwe, zwykłych warunków, odmówią w domu lub tam, gdzie zatrzymuje ich przeszkoda, akt pobożności na cześć Świętego Józefa, pocieszyciela chorych i Patrona Dobrej Śmierci, ofiarując z ufnością Bogu boleści i niedogodności własnego życia”.

## Struktura listu
„Patris corde” składa się z siedmiu części:
1. Ojciec umiłowany
2. Ojciec czuły
3. Ojciec posłuszny
4. Ojciec przyjmujący
5. Ojciec z twórczą odwagą
6. Ojciec – człowiek pracy
7. Ojciec w cieniu.